# Muchacho y carrito de bebé
Muchacho y carrito de bebé es una ilustración de portada de Norman Rockwell, pintada al óleo sobre lienzo para la revista The Saturday Evening Post del 20 de mayo de 1916.

## La obra
La escena humorística muestra a tres niños una tarde de domingo. Dos van a jugar al béisbol, con sus uniformes, gorras y guantes correspondientes. Ambos hacen gestos y burla al tercero que se cruza con ellos, empujando el carrito de su hermanita, visiblemente ofuscado. Por como vuela la correa de su sombrero, se ve que pasa con el carrito lo más rápido posible para dejar atrás a los burlones. Él, al contrario, de punta en blanco con su traje de domingo, con un biberón en el bolsillo, tiene que pasear a su hermanita bebé.
La pintura fue la primera portada de Rockwell para el The Saturday Evening Post. Se publicó el 20 de mayo de 1916 y fue un éxito instantáneo. Dio comienzo a una larga colaboración de 47 años y más de trescientas imágenes.